# Spoorlijn Mariager - Viborg
De spoorlijn Mariager - Viborg was een lokale spoorlijn tussen Mariager en Viborg in Jutland, Denemarken.

## Geschiedenis
De aanleg van deze spoorlijn vond relatief laat plaats in vergelijking met andere spoorlijnen, en Mariager was tevens de laatste stad op Jutland die een aansluiting op het spoorwegnet kreeg. De plannen voor een verbinding dateerden al uit 1905, maar het duurde tot de spoorwegwet van 1918 voordat er concrete stappen werden ondernomen: in dat jaar werden twee ondernemingen opgericht, een voor het traject Mariager - Fårup en een voor Viborg - Fårup. Deze opsplitsing had te maken met de wijze van financiering: Mariager - Fårup kon op die manier namelijk nog profiteren van de grotere staatssubsidie als gevolg van de spoorwegwet van 1908.
De spoorlijn werd op 1 juli 1927 geopend door de Mariager-Faarup-Viborg Jernbane (MFVJ). Al vanaf de start had de lijn veel last van concurrentie van auto's, vrachtwagens en bussen. In 1965 werd het reizigersverkeer tussen Fårup en Viborg stilgelegd; een jaar later kwam er ook een eind aan het goederenvervoer op dit traject. Tussen Fårup en Mariager reden tot 31 maart 1966 nog reizigerstreinen, terwijl het goederenverkeer het vol hield tot 1985.

## Huidige toestand
Het gedeelte tussen Mariager en Handest is sinds 1970 in gebruik bij de museumlijn Mariager-Handest Veteranjernbane; tussen Fårup en Viborg is de lijn opgebroken.